# Go Go / 22
Go Go / 22 es el primer álbum oficial de la banda de rock chilena Los Mac's, lanzado en 1966 por el sello RCA Victor. El disco posee varias versiones de músicos de habla inglesa, tales como The Beatles, Cliff and The Shadows, The Rolling Stones, Neil Diamond, Chuck Berry y Bob Dylan, entre otros.
En abril de 2008, la edición chilena de la revista Rolling Stone situó a este álbum en el lugar n.º 44 dentro de los 50 mejores discos chilenos de todos los tiempos.

## Lista de canciones
| Go Go / 22 |                                                                  |          |  |
| N.º        | Título                                                           | Duración |  |
| 1.         | «Wolly Bolly» (Woolly Boolly)                                    | 1:34     |  |
| 2.         | «¿Quieres bailar?» (Do You Wanna Dance?)                         | 1:06     |  |
| 3.         | «Adiós chica» (Bye Baby)                                         | 3:08     |  |
| 4.         | «Donde esta mi corazón» (Where Is My Heart?)                     | 1:45     |  |
| 5.         | «Tengo una chica» (I Got A Baby)                                 | 2:11     |  |
| 6.         | «Me enamoro fácilmente» (I Could Easily Fall (In Love With You)) | 3:06     |  |
| 7.         | «Córrete Beethoven» (Roll Over Beethoven)                        | 2:05     |  |
| 8.         | «Kansas city» (Kansas City)                                      | 1:41     |  |
| 9.         | «Ruta 66» (Route 66)                                             | 2:47     |  |
| 10.        | «Satisfacción» (Satisfaction)                                    | 2:46     |  |
| 11.        | «Nueva Orleans» (New Orleans)                                    | 1:19     |  |
| 12.        | «Ese será el día» (That'll Be the Day)                           | 1:05     |  |
| 13.        | «Mi nena me dejó» (My Baby Left Me)                              | 2:17     |  |
| 14.        | «Te nombro» (I Call Your Name)                                   | 2:07     |  |
| 15.        | «Esta noche es la noche» (Tonight's The Night)                   | 1:34     |  |
| 16.        | «Todos quieren un payaso» (Everybody Loves A Clown)              | 1:39     |  |
| 17.        | «No te comprendo» (No te comprendo)                              | 2:19     |  |
| 18.        | «El grito watusi» (The Wah Watusi)                               | 3:13     |  |
| 19.        | «Quiero ser tu hombre» (I Wanna Be Your Man)                     | 2:20     |  |
| 40:02      |                                                                  |          |  |